# 沈真宏
沈真宏，中華民國外交官。畢業於輔仁大學法國語文學系，曾任駐中非共和國大使館三等秘書、駐法國台北代表處二等秘書、駐塞內加爾大使館／駐聖多美普林西比大使館參事、外交部亞西及非洲司副司長、駐布吉納法索大使、駐法國台北代表處公使銜副代表等職務，現任駐普羅旺斯臺北辦事處總領事銜處長。

## 職業生涯
2011年1月，南蘇丹舉行獨立公投，外交部非洲司副司長沈真宏被問及若公投過關，是否會如同承認科索沃獨立一樣承認南蘇丹，沈真宏表示，南蘇丹公投雖很可能過關，但其他變數仍多，包括利益分配、邊界劃分等；北蘇丹仍掌握主動權，若宣布獨立時間往後延，仍需密切觀察，因此還沒考慮到這點。
2014年1月，中華民國總統馬英九率領「聖宏專案」訪問團抵達邦交國布吉納法索，由大使沈真宏與布吉納法索國家禮賓總局長Léon Yougbare登機迎接，布吉納法索總統龔保雷則於機邊迎接。
2015年10月，邦交國聖多美普林西比同意與中華人民共和國建立夥伴關係，並修建一座深水港口，該國官員表示修建港口是為了經濟而不是軍事。駐布吉納法索大使沈真宏回應，政府對此不感覺緊張，因為目前中國大陸與臺灣關係良好，雙方都可以在非洲做事情。“如果有任何國家找我們，臺灣都將儘自己的最大努力幫助其實現經濟和發展目標。”
2018年5月，布吉納法索與中華民國斷交前，該國外交部長巴瑞先約見大使沈真宏，正式通知斷交決定。對於沈真宏在兩國斷交前未回報任何邦交生變的消息，臺灣內部出現檢討聲音。